# Bambi-Verleihung 2009
Die 61. Bambi-Verleihung fand am 26. November 2009 in der Metropolis-Halle in Potsdam statt. Sie wurde von Katarina Witt und Tom Bartels moderiert und live in der ARD übertragen.

## Veranstaltung

### Der Publikums-Bambi
Für den Publikums-Bambi waren fünf Filme nominiert. Mogadischu, Jenseits der Mauer, Die Rebellin, Böseckendorf – Die Nacht, in der ein Dorf verschwand und Krupp – Eine deutsche Familie standen zur Wahl. Iris Berben durfte den Bambi für Krupp – Eine deutsche Familie entgegennehmen.

### Johannes Heesters
Johannes Heesters bekam, wie versprochen, auch 2009 einen Bambi, seinen achten. Allerdings war das in der Show nicht zu sehen. Er hatte seinen Bambi schon ein paar Tage zuvor in seinem Haus erhalten. Davon wurde ein Video gedreht, das aber nicht gezeigt wurde, aus Zeitgründen, wie es hieß.

### 20 Jahre Mauerfall
20 Jahre nach der Wende war die Deutsche Wiedervereinigung Thema bei der Bambi-Verleihung. So erhielt Helmut Kohl als „Kanzler der Wiedervereinigung“ den Millenniums-Bambi. Als „Stille Helden“ wurden Christoph Wonneberger, Mitinitiator der Montagsdemonstrationen, sowie Siegbert Schefke und Aram Radomski, die heimlich Filmaufnahmen der Demonstrationen machten und diese den westlichen Medien zukommen ließen, ausgezeichnet.

## Preisträger

### Ehren-Bambi
Caroline Link, Florian Henckel von Donnersmarck, Roland Emmerich, Oliver Hirschbiegel und Michael Ballhaus, die „Deutschen in Hollywood“

### Engagement
Jürgen Schulz für das Kinderhospiz Sonnenhof und die Björn-Schulz-Stiftung

### Film National
Michael Herbig, Mercedes Jadea Diaz und Jonas Hämmerle für Wickie und die starken Männer

### Kreativität
Giorgio Armani

### Lebenswerk
Maximilian Schell

### Millennium
Helmut Kohl

 Laudatio: Theo Waigel

### Pop International
Shakira

 Laudatio: Scorpions

### Pop National
Silbermond

 Laudatio: Michael Mittermeier

### Publikums-Bambi
Iris Berben für Krupp – Eine deutsche Familie

### Schauspieler International
Christoph Waltz für Inglourious Basterds

 Laudatio: Suzanne von Borsody

### Schauspieler National
Edgar Selge für Jenseits der Mauer
Christian Ulmen für Maria, ihm schmeckt’s nicht!
Florian David Fitz für Doctor’s Diary

### Schauspielerin International
Kate Winslet für Der Vorleser

 Laudatio: Bruno Ganz

### Schauspielerin National
Jessica Schwarz für Romy
Diana Amft für Doctor’s Diary
Simone Thomalla für Tatort (Leipzig)

### Sonder-Bambi
Johannes Heesters

### Sonderpreis der Jury
Wolfgang Joop

 Laudatio: Jette Joop

### Sport
Vitali Klitschko und Wladimir Klitschko

 Laudatio: Edwin Moses

### Stille Helden
Christoph Wonneberger, Siegbert Schefke und Aram Radomski für die Organisation der Montagsdemonstrationen

### Wirtschaft
Uli Hoeneß

 Laudatio: Stephanie zu Guttenberg